# Барретт, Саймон
Саймон Барретт (англ. Simon Barrett; род. 1978 г., Колумбия, штат Миссури, США) — американский сценарист, актёр и продюсер, известный своим сотрудничеством с Адамом Вингардом, в том числе участием в фильмах «Ужасный способ умереть», «З/Л/О», «З / Л / О / 2», «Тебе конец!» и «Гость». Он связан с движением Мамблкор и несколько раз работал с режиссёром Джо Суонбергом.

## Биография
Карьера Саймона Барретта началась с написания сценариев к фильмам ужасов Алекса Тёрнера — «Мёртвые птицы» (2004) и «Святилище Красных Песков» (2009). В этот же период он знакомится с Адамом Вингардом, и они вместе начинают работу над малобюджетными фильмами, в которых зачастую сами снимаются. Так, например, они оба выступили в киноальманахе «З/Л/О» (2012) и в его сиквеле «З / Л / О / 2» (2013).
В качестве актёра Барретт также снимался в независимом фильме в жанре боди-хоррор «Инфекция» (2013); режиссёр Эрик Инглэнд пригласил его на второстепенную роль, так как по собственным словам был поражён его «харизмой в сочетании с умением растворяться в толпе».
В 2014 появилась информация, что Барретт напишет сценарий ремейка корейского хоррора «Я видел дьявола». В 2016 выступил автором сценария к фильму ужасов Вингарда «Ведьма из Блэр: Новая глава».

## Фильмография
| Год  | Название на русском         | Название в оригинале  | Режиссёр | Сценарист | Продюсер       | Актёр (роль)          | Примечания             |
| ---- | --------------------------- | --------------------- | -------- | --------- | -------------- | --------------------- | ---------------------- |
| 2004 | Мёртвые птицы               | Dead Birds            | Нет      | Да        | сопродюсер     | н/д                   |                        |
| 2004 | Рыба Франкенштейна          | Frankenfish           | Нет      | Да        | Нет            | н/д                   | ТВ-фильм               |
| 2009 | Святилище Красных Песков    | Red Sands             | Нет      | Да        | сопродюсер     | Мэтт Карсон           |                        |
| 2010 | Ужасный способ умереть      | A Horrible Way to Die | Нет      | Да        | Да             | Олсен                 |                        |
| 2011 | Тебе конец!                 | You’re Next           | Нет      | Да        | Да             | мародёр в маске Тигра |                        |
| 2011 | Автоэротика                 | Autoerotic            | Нет      | Да        | Нет            | н/д                   |                        |
| 2012 | З/Л/О                       | V/H/S                 | Нет      | Да        | Да             | Стив                  | Сегмент Tape 56        |
| 2012 | Азбука смерти               | The ABCs of Death     | Нет      | Да        | Нет            | в роли самого себя    | Сегмент Q is for Quack |
| 2013 | З / Л / О / 2               | V/H/S/2               | Да       | Да        | исполнительный | Стив                  | Сегмент Tape 49        |
| 2013 | Инфекция                    | Contracted            | Нет      | Нет       | Нет            | Брэнт «Биджей» Джаффе |                        |
| 2013 | 24 разоблачения             | 24 Exposures          | Нет      | Нет       | Нет            | Майкл Бамфо           |                        |
| 2014 | Гость                       | The Guest             | Нет      | Да        | исполнительный | н/д                   |                        |
| 2016 | Ведьма из Блэр: Новая глава | Blair Witch           | Нет      | Да        | Нет            | н/д                   |                        |
| 2017 | Храм                        | Temple                | Нет      | Да        | Нет            | н/д                   |                        |
| 2021 | Спиритический сеанс         | Seance                | Да       | Да        | Нет            | н/д                   |                        |